# Алагоинья-ду-Пиауи

Алагоинья-ду-Пиауи на карте штата.

Алагоинья-ду-Пиауи (порт. Alagoinha do Piauí) — муниципалитет в Бразилии, входит в штат Пиауи. Составная часть мезорегиона Юго-восток штата Пиауи. Входит в экономико-статистический микрорегион Пиу-IX. Население составляет 7341 человек на 2010 год. Занимает площадь 535,807 км². Плотность населения — 13,70 чел./км².

## Демография
Согласно сведениям, собранным в ходе переписи 2010 г. Национальным институтом географии и статистики (IBGE), население муниципалитета составляет:
| Полное население                               | Полное население                               | Полное население                               | Полное население                               | 7341  |
| ---------------------------------------------- | ---------------------------------------------- | ---------------------------------------------- | ---------------------------------------------- | ----- |
| в том числе:                                   | Городское население                            | 2669                                           | Процент городского населения, %                | 36,36 |
|                                                | Сельское население                             | 4672                                           | Процент сельского населения, %                 | 63,64 |
|                                                | Мужское население                              | 3683                                           | Процент мужского населения, %                  | 50,17 |
|                                                | Женское население                              | 3658                                           | Процент женского населения, %                  | 49,83 |
| Плотность населения, чел/км²                   | Плотность населения, чел/км²                   | Плотность населения, чел/км²                   | Плотность населения, чел/км²                   | 13,70 |
| Население муниципалитета в % к населению штата | Население муниципалитета в % к населению штата | Население муниципалитета в % к населению штата | Население муниципалитета в % к населению штата | 0,24  |

По данным оценки 2016 года, население муниципалитета — 7501 житель.
Праздник города — 9 апреля.

## История
Город основан 9 апреля 1986 года.

## Статистика
- Валовой внутренний продукт на 2003 год составляет 9 706 353,00 реалов (данные: Бразильский институт географии и статистики).
- Валовой внутренний продукт на душу населения на 2003 год составляет 1520,18 реалов (данные: Бразильский институт географии и статистики).
- Индекс развития человеческого потенциала на 2000 год составляет 0,576 (данные: Программа развития ООН).